# 2509 Csukotka
A 2509 Csukotka (ideiglenes jelöléssel 1977 NG) a Naprendszer kisbolygóövében található aszteroida. Nyikolaj Sztyepanovics Csernih fedezte fel 1977. július 14-én.